# John Stuart (3. hrabia Bute)
John Stuart (ur. 25 maja 1713 w Edynburgu, zm. 10 marca 1792 w Londynie) – premier w latach 1762-1763. Bute był nauczycielem Jerzego III i miał największy wpływ na politykę królewską od czasu jego wstąpienia na tron w roku 1760. Zakończył wojnę siedmioletnią, jednak pod naciskiem opinii publicznej podał się do dymisji.
Bute był pierwszą czołową postacią polityki westminsterskiej pochodzenia szkockiego od czasu unii Anglii i Szkocji w 1707.
Bute był przedtem nauczycielem następcy tronu Jerzego, później on i Jerzy III Hanowerski starali się wzmocnić władzę królewską, realizując tzw. Ideę Króla - Patrioty (The Idea of a patriot King), koncepcję silnej władzy królewskiej, którą dwa dziesięciolecia wcześniej opracował Henry St John, 1. wicehrabia Bolingbroke (1678-1751).
Bute nie miał jednak poparcia parlamentu, w którym był postrzegany jako "king's man", więc po roku musiał (mimo nacisków na parlament ze strony Jerzego III) ustąpić ze stanowiska. Koncepcję Bolingbroke'a-Bute'a zrealizował do pewnego stopnia dopiero William Pitt Młodszy (rzecz jasna z pomocą króla) po 1782 roku.
Zapamiętany został jako „lepszy ogrodnik niżeli polityk”. Był przez jakiś czas dyrektorem Kew Gardens i na jego cześć nazwano rodzaj roślin – Butea.